# باب (إسلام شيعي)
الباب هو مصطلح كان يُستخدم في الإسلام الشيعي المبكر للإشارة إلى كبار التلاميذ، والنواب المعتمدين، للإمام الحالي. وفي حالات أقل شيوعًا، يُطلق المصطلح أيضًا على الأئمة أنفسهم، وكذلك على النبي محمد والأنبياء الآخرين في الإسلام.

## الأصول

### الفكرة
ربما بدأت فكرة استخدام المصطلح تيمنًا بالحديث النبوي حديث باب العلم: (أنا مدينةُ العِلمِ وعليٌّ بابُها).

### الاستعمال
ظهر هذا المصطلح في القرن التاسع، ليشير إلى أحد كبار تلاميذ الإمام الذي يعمل ممثلاً معتمداً له. وبناءً على الاعتقاد بأن الأئمة كانوا ملهمين إلهيًا، كان هذا التلميذ هو "الباب" إلى الإمام والمعرفة الباطنية التي يمتلكها. ويُعتقد أن أول "باب" هو سلمان الفارسي، أحد صحابة النبي محمد. هذا المفهوم له جذور غنوصية، ويُنسب عادةً في الأدبيات اللاحقة إلى جماعة البروتو الإسماعيلية الغلاة من المخميسة في القرن الثامن، ولكن هذا لا تؤكده النصوص الفعلية من القرن الثامن؛ وربما يكون دعاية سنية ضد الشيعة.

## الإسماعيلية
كان المصطلح مستخدمًا في الحركة الإسماعيلية المبكرة للإشارة إلى "شخصية في التسلسل الهرمي للحركة الدعوية التي شاركت في الدعوة لتفسير باطني للوحي الإسلامي". وقد أطلق المبشر والمؤلف الإسماعيلي المبكر جعفر بن منصور اليمن هذا المصطلح أيضًا على الخلفاء المعينين للأئمة، وعلى علي بن أبي طالب خليفة النبي محمد.
بعد تأسيس الخلافة الفاطمية عام 909، أصبح الباب رتبةً في التسلسل الهرمي الديني الإسماعيلي الرسمي (الدعوة). كان الباب الفاطمي هو الثاني بعد الخليفة والإمام الفاطمي، ويُعرف أيضًا بلقب "داعي الدعاة". ويُستخدم المصطلح الأخير بشكل شائع في المصادر التاريخية، في حين تُفضّل المصادر الإسماعيلية مصطلح الباب. وكان الباب بمثابة الوسيط بين الإمام وجماعة المؤمنين. وكان تحت الباب اثنا عشر حجة ("ختم")، الذين أداروا شؤون الدعوة.
تراجع المنصب تدريجيًا واختفى تمامًا بعد نهاية الخلافة الفاطمية. يذكر الاثني عشري نصير الدين الطوسي، الذي سجل التسلسل الهرمي للدولة النزارية الإسماعيلية خلال القرن الثالث عشر، وجود مسؤول يُدعى باب الباطن، وهو مساوٍ للداعي؛ لكن الرتبة لم تعد تُذكر في المصادر اللاحقة.

## الشيعة الاثني عشرية
يذكر المؤلف الإسماعيلي ابن الهيثم في القرن العاشر أن الأئمة الاثني عشر كانوا يُعينون وكيلًا لإمامتهم بلقب الباب خلال فترة قلة خلفائهم المعينين، لكن هذا الاستخدام لا يظهر في المصادر الاثني عشرية المعاصرة. في المصادر الاثني عشرية، يُستخدم المصطلح فقط للإشارة إلى الأئمة أنفسهم، باعتبارهم "الأبواب التي يتم من خلالها الوصول إلى معرفة الله"، على حد تعبير عالم الاثني عشرية في القرن العاشر محمد بن يعقوب الكليني. ولذلك يُطلق على علي في كثير من الأحيان اسم "باب النبي"، الذي بدوره هو "باب الله"؛ ففي الحديث، ورد أن محمدًا قال: "أنا مدينة العلم وعلي بابها فمن أراد العلم فليأته من بابه؟" 
أُطلق هذا المصطلح على النواب الأربعة للإمام الثاني عشر والأخير محمد المهدي: أبو عمرو عثمان بن سعيد، ابنه أبو جعفر محمد، أبو القاسم الحسين بن روح النوبختي، وأبو الحسن علي بن محمد السمري. كان هؤلاء الرجال - بالإضافة إلى عدد قليل من المنافسين الذين ادعوا هذا المنصب - بمثابة "أبواب"، أي ممثلين للإمام الثاني عشر الغائب في 873-940 م. وبعد ذلك تُبنّيَ مفهوم الغيبة الكبرى للإمام، مما أدى إلى التخلي عن منصب الباب. وفي وقت لاحق، رفض علماء الاثني عشرية، مثل نصير الدين الطوسي، مفهوم التلميذ الذي يعمل بابًا للإمام، كما هو الحال مع الإسماعيليين.

## العلوية
بين العلويين، الذين لديهم في علم الكونيات جذور غنوصية، فإن الباب هو الكيان الإلهي الأدنى، تحت الألوهية نفسها، أو "المعنى"، و"الاسم" أو "الحجاب". وفقًا للعقيدة العلوية، يتجسد هذا في الدورات التاريخية المتعاقبة؛ دور الاسم، إلى جانب الباب، هو "حجب" المعنى الحقيقي. المعنى هو الإمام "الصامت"، الاسم هو الإمام العام "الناطق"، الباب هو البوابة إلى الإمام. وهكذا في الدورة الإسلامية الحالية، علي هو المعنى الإلهي، محجوب باسم محمد الإلهي، مع باب سلمان الفارسي. وكان لكل من الأئمة الأحد عشر بابًا خاصًّا به، وهو الذي يقوم بدور الوسيط بين الإمام والمؤمنين. يُعتقد أن مؤسس الطائفة العلوية، ابن نصير ، كان بابًا للإمام الحادي عشر، الحسن العسكري.

## الدروز
في علم الكونيات الدرزي، الباب هو تجسيد للعقل الكلي، والذي يقع في التسلسل الهرمي الكوني الدرزي مباشرة تحت الله. وهكذا أعلن مؤسس الديانة الدرزية حمزة بن علي بن أحمد نفسه الباب لتجسد الله، الخليفة الحاكم بأمر الله.

## البابية
في أوائل القرن التاسع عشر، اعتبر بعض الشيعة الاثني عشرية في إيران الشيخ أحمد الأحسائي، مؤسس الفرقة الشيخية، وخليفته كاظم رشتي بمثابة باب الإمام الغائب. وقد شكل هذا التقليد الأساس لدين البابية بعد إطلاق لقب الباب على مؤسسها علي محمد الشيرازي لاحقًا.